# Szamanizm

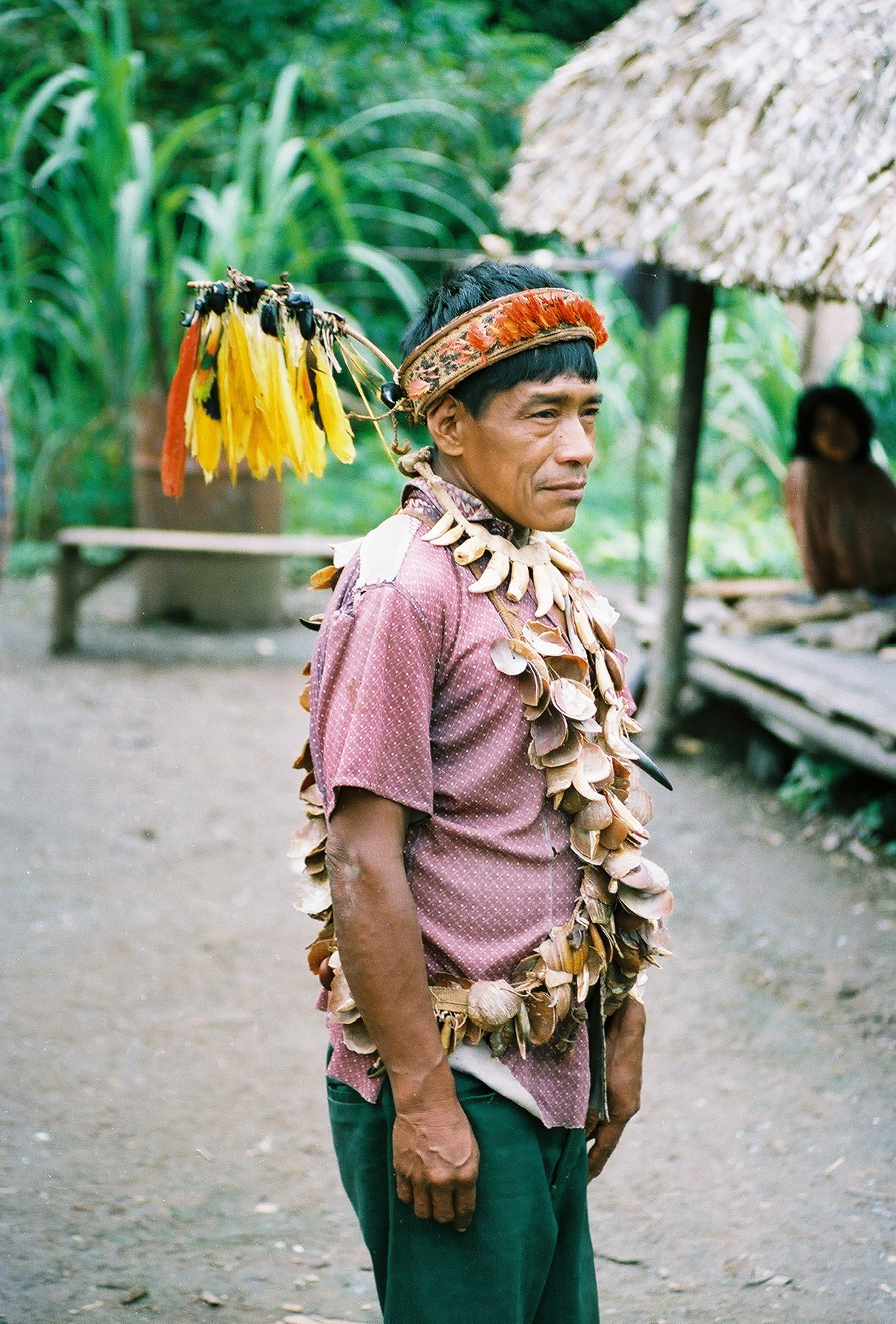
Szaman Urarina, 1988

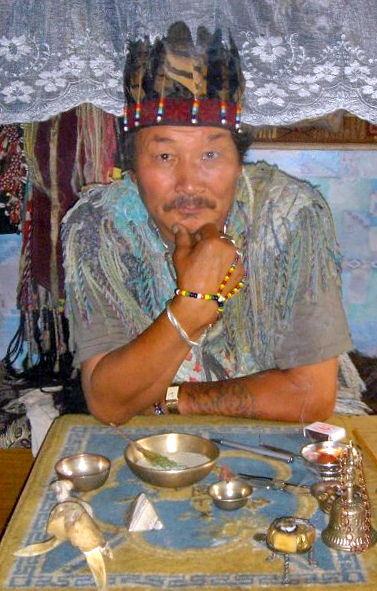
Szamański uzdrowiciel z Kyzyłu

Szamanizm – zespół praktyk i wierzeń opierających swe pojmowanie stosunku świata namacalnego do świata duchowego na fundamentalnej roli szamana jako osoby zdolnej do podróży ekstatycznych w zaświaty dla dobra swojej wspólnoty bądź jej poszczególnych członków.
Szamanizm właściwy występuje w społecznościach plemiennych Syberii i środkowej Azji, w których jest to fundamentalny czynnik życia religijnego. Ślady szamanizmu obecne są w mniejszym lub większym stopniu w religiach tradycyjnych na wszystkich kontynentach świata. Skłania to badaczy do przyjęcia tezy o archaicznym pochodzeniu tych wierzeń, opartych na dwóch rzeczywistościach (namacalnej i duchowej) oraz na trzech piętrach organizacji świata (kosmologia): duchowym Świecie Dolnym, Świecie Środkowym – ziemskim – i Świecie Górnym, niebieskim świecie duchowym. Z podziałem tym związana jest też idea drzewa kosmicznego, które łączy ze sobą trzy światy.

## Etymologia
Pochodzenie słowa szaman nie jest znane, a wszelkie propozycje wyjaśniające jego genezę oparte są na spekulacji i niepewnych analizach porównawczych. Problem etymologii związany jest również z zagadnieniem pochodzenia samego szamanizmu. Badacze nie mogą rozstrzygnąć podstawowej kwestii – czy szamanizm powstawał niezależnie w różnych miejscach świata, czy też został „wynaleziony” w jednym miejscu, skąd rozprzestrzenił się po niemal całej Ziemi.
Słowo szaman być może pochodzi z języka wschodniosyberyjskich Ewenków (dawniej znanych jako Tunguzi), także w formie saman. Inna wersja – siaman, występuje u Goldów, u Mandżurów zaś sama. W językach tunguskich wyraz sa oznacza czasownik wiedzieć, jest jednak rzadko używany i prawdopodobnie obcy. Jeżeli zaś szamanizm wywodzi się z Indii i indyjskiego języka pali, z pierwotnej wersji śraman lub ćraman oznaczającej ubogiego, wędrownego mnicha-ascetę, przeniesiony został do Syberii za pośrednictwem języka chińskiego wraz z rozprzestrzenianiem się buddyzmu, na co wskazuje np. podobieństwo językowe między szamańskim drzewem turu oraz drzewem Buddy zwanym taru.
Według J.S. Wasilewskiego do języków europejskich termin szamanizm wszedł za pośrednictwem książki pt. Trzyletnia podróż do Chin z Moskwy przez Wielki Ustiug, Zyrianię, Permię, Syberię, Daurię i Wielką Tartaryę, wydanej po rosyjsku we Frankfurcie w 1707 roku przez moskiewskiego posła Everta Yssbranta Idesa.

## Badacze szamanizmu
Pierwsze prace naukowe (etnograficzno-religioznawcze) dotyczące szamanizmu syberyjskiego powstały w Rosji na początku XX wieku. Do najważniejszych należą autorzy tacy jak Lew Szternberg, Władimir Bogoraz-Tan, Waldemar Jochelson, a także Sergiej Szirokogorow, twórca teorii o „szamanizmie wzbudzonym przez wpływy buddyjskie”, Głafira Wasiljewicz i Arkadiusz Anisimow wiążący szamanizm z dawnymi wierzeniami totemicznymi.
Ważnym źródłem historycznym są relacje zesłańców, np. Ludwika Sienieckiego (uwięzionego w 1707 roku) opublikowane w Wilnie w 1754, Józefa Kopcia, brygadiera insurekcji kościuszkowskiej, który lata 1775–1776 spędził głównie na Kamczatce, Wacława Sieroszewskiego, autora 12 lat w kraju Jakutów, książki chętnie cytowanej we współczesnych opracowaniach, choć pełnej konfabulacji.
Znanym badaczem szamanizmu był Mircea Eliade, który pisał o nim w książce pt. Szamanizm i archaiczne techniki ekstazy.
Wśród polskich naukowców należy wymienić M.A. Czaplicką, autorkę nietłumaczonych na język polski prac, m.in. Aboriginal Syberia, B. Piłsudskiego, badacza Ajnów i Giliaków, F. Kona opisującego południową Syberię, M. Witaszewskiego, który zebrał bardzo szczegółowe opisy seansów szamańskich, twórcę wielkiej kolekcji wytworów kultury szamańskiej Edwarda Piekarskiego, Jana Czerskiego nagrywającego przebieg seansów na woskowe wałki czy prof. J.S. Wasilewskiego, autora m.in. Podróży do piekieł.

## Główne cechy

### Szaman a grupa
Szaman jest centralną postacią w każdej społeczności uznającej ryty szamańskie. Jego osoba ma zwykle ambiwalentną pozycję: darzona jest zwykle wielkim szacunkiem i bywa bardzo hojnie obdarowywana, jednak posiadane przez nią moce oraz jej bliskie stosunki z potężnymi siłami natury każą również zachowywać rezerwę i dystans. O ile w Ameryce Południowej szamani bywają pełnoprawnymi członkami grupy, to częste u mieszkańców Syberii jest izolowanie szamana, który nierzadko zamieszkuje w odosobnieniu, nie uczestniczy w polowaniach i pracach gospodarczych. Jego całkowite uzależnienie od społeczności można wiązać również ze szczególnymi cechami charakteru, które uniemożliwiają normalne funkcjonowanie; więcej na ten temat poniżej.
Szaman, jako „ten, który wie”, jest darzony wielkim autorytetem. Jego bogata wiedza na temat roślin często prowadzi do przejęcia roli lekarza lub – szerzej – „opiekuna medycznego”. Szaman potrafi leczyć ciężkie obrażenia i choroby oraz codzienne niedomagania, potrafi również przyspieszyć rozwiązanie lub złagodzić bóle porodowe, jest wzywany do osób opętanych przez demony lub złe duchy; pełni zatem role analogiczne do, odpowiednio – chirurga, lekarza pierwszego kontaktu, akuszera, anestezjologa, psychologa i psychiatry. Największą umiejętnością szamana jest jednak bezpośrednie kontaktowanie się ze światem duchów; szamani nierzadko proszeni są o radę lub przestrogę dotyczącą przyszłości.
Ze względu na swoje niezwykłe doświadczenia szaman potrafi skupić uwagę grupy przy wieczornym ognisku swoimi niezwykłymi opowieściami o duchach, przyrodzie i historii oraz półimprowizowanymi pieśniami na te tematy. Zależy już od indywidualnych umiejętności narratorskich i osobowości danego szamana, czy jego opowieści i pieśni staną się stałym elementem kultury danej społeczności i zaczną żyć własnym życiem jako samodzielna kosmogonia i mitologia, czy też będą towarzyszyć wyłącznie rytualnym spotkaniom starszych, rytom inicjacyjnym i innym rzadkim okazjom, jak święta astronomiczne.

### Świat duchów
Szamanizm rozkwitł na tle wierzeń animistycznych; zakładają one ciągłą obecność świata duchowego we wszystkich przejawach natury. Wiele kultur animistycznych przedstawia sobie świat jako kosmos trzypoziomowy: pośrodku znajduje się Ziemia, pod spodem świat duchów złych czy nieżyczliwych, a nad Ziemią świat duchów dobrych, pomocnych. O ile każdy człowiek doświadcza obecności duchów pod postacią sprzyjających zdarzeń, choroby, leczniczej rośliny itp., to właśnie szaman jest osobą wybraną do bezpośredniej styczności z tymi istotami. Warto podkreślić słowo „wybrany”; nie można samemu upoważnić się do kontaktów ze światem duchów: inicjatywa zawsze pochodzi „z góry” (lub „z dołu”' więcej na ten temat poniżej).
Kontakt z duchami następuje w transie; szaman wprowadza się w trans najczęściej poprzez rytmiczne bębnienie, monotonny śpiew oraz spożycie „roślin wizyjnych” (halucynogennych). W czasie rytuału traci częściowo przytomność, podczas gdy jego dusza wędruje swobodnie po świecie duchów, korzystając z pomocy sprzyjającego ducha (por. totem). Podczas wędrówki szaman może ujrzeć rzeczy niedostępne dla reszty społeczności; stąd przekonanie, że w mocy szamana jest widzieć przyszłość i przeszłość. Jednym z najbardziej znanych rytuałów szamańskich uwzględniających zażywanie środków halucynogennych jest ceremonia picia wywaru zwanego ayahuasca z Ameryki Południowej. W innych kulturach szamańskich zażywane są najrozmaitsze rośliny lub grzyby zawierające związki psychoaktywne; u Indian Warao w Wenezueli funkcję tę pełni zwykły tytoń. Roślina wizyjna jest albo zupełnie zarezerwowana do spożycia dla szamana, albo jest medykamentem stosowanym powszechnie w społeczności. Najpowszechniejszą używką stosowaną przez szamanów syberyjskich był muchomor czerwony Amanita muscaria, chociaż stosowano także inne środki halucynogenne takie jak wywary z kory cedrowej i jagód. Pito także krew pochodzącą z renifera bądź świni (zależnie od zamieszkania danej grupy etnicznej).
Należy dodać, że choć najczęstszy w szamanizmie jest motyw duszy opuszczającej ciało w swoich wędrówkach, czasem w transie aktywną rolę odgrywa ciało, oddając się duchom i ulegając czasowemu „opętaniu”. Szaman zdolny do takiej formy kontaktu z duchami mówi ich głosem, wieszczy, wreszcie w formie improwizowanej dramy przedstawia w tańcu i śpiewie to, co każą mu przekazać władające nim moce.
Ważnymi punktami styczności z zaświatami są dla każdego człowieka narodziny i śmierć; szaman asystuje więc przy porodzie i odprowadza umierających, pełniąc rolę tzw. psychopompa. Gdy więc dusza wstępuje w nowo narodzone dziecko, zadaniem szamana jest dobrze ją w tym ciele „ulokować”, by uniknąć „niedopasowania”, skutkującego w późniejszych zaburzeniach duchowych; również energie opuszczające zmarłego dzięki zręcznej asyście psychopompa łączą się z zaświatami we właściwej harmonii.

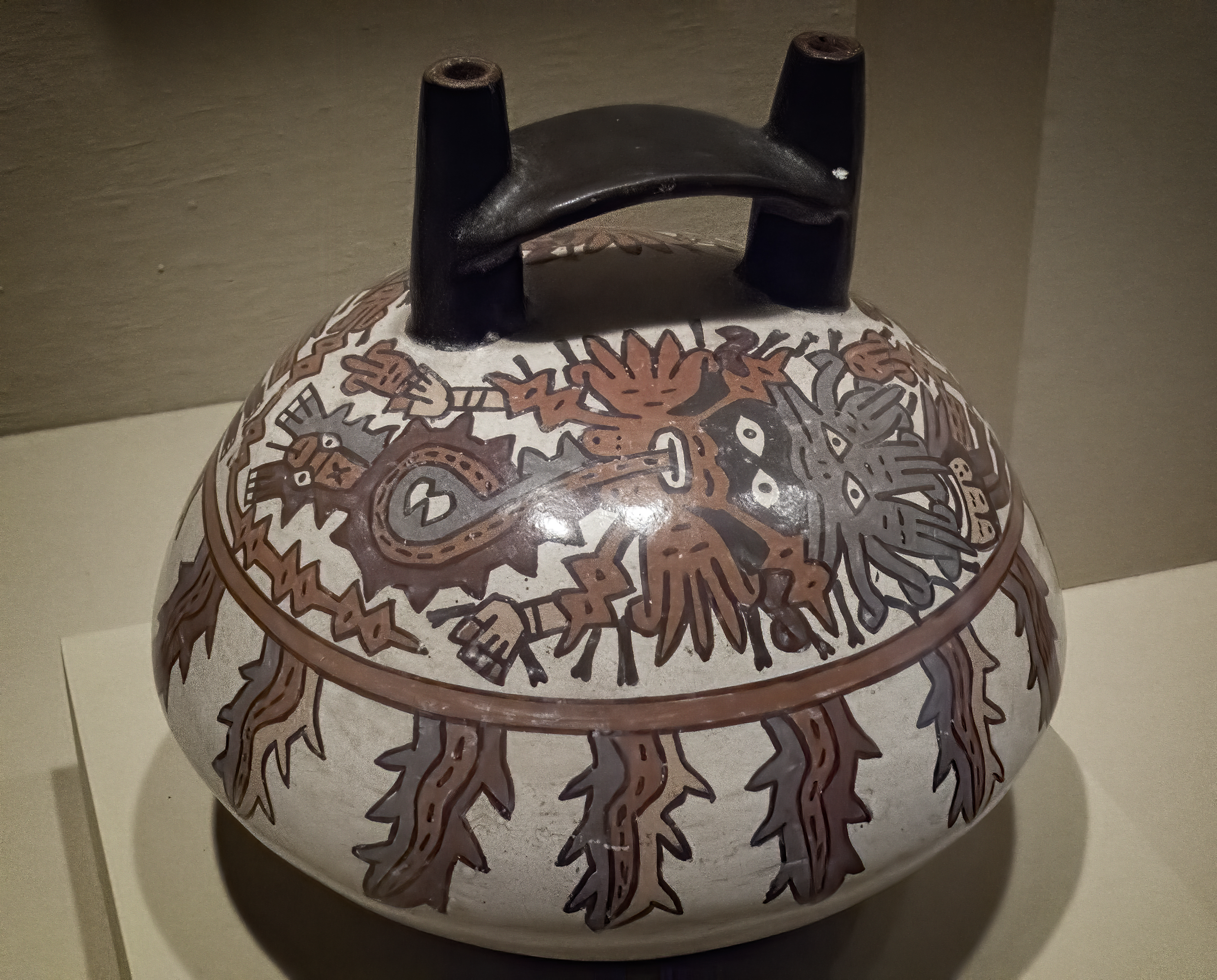
Naczynie szamańskie z Portland Art Museum

### Osobowość szamana, inicjacja oraz atrybuty
Nie zostaje się szamanem z własnej woli. W wielu kulturach podaje się, że małe dziecko, które kiedyś zostanie łącznikiem ze światem duchów, nosi od narodzin fizyczne ślady swojej inności: dodatkowe kości wewnątrz ciała, szósty palec, deformacje. Inicjacja następuje zwykle w wieku młodzieńczym: chłopiec odczuwa narastające napięcie, zachowuje się nietypowo, agresywnie, szuka izolacji – są to pierwsze widoczne objawy szczególnie bliskiego kontaktu z duchami. Gdy młodzieniec poczuje właściwy „zew”, opór psychiczny powoduje narastanie niepokojących objawów. Słowami „Gdybym nie został szamanem, zginąłbym” określił tę konieczność szaman z plemienia Niwchów (Giliaków) z Syberii. Wspomniany zespół syndromów psychologicznych kazał niektórym badaczom poszukiwać korzeni szamanizmu w zaburzeniach psychicznych. Według Roberta Sapolsky’ego u szamanów występują zaburzenia schizotypowe.
Kluczowym momentem jest tak zwana „choroba szamańska”. W pewnym momencie przyszłego szamana odprowadza się w odosobnienie, nierzadko wiele kilometrów od osady, i zostawia w szałasie, napojonego specjalnym wywarem sporządzonym z roślin sprowadzających wizje. Następuje potem utrata przytomności, trwająca od wielu godzin do wielu dni; traktuje się ją jako pierwszy „prawdziwy” kontakt ze światem duchów. W niektórych kulturach uważa się, że w tym czasie przyszły szaman jest cięty na kawałki przez duchy, które chcą w ten sposób odnaleźć dodatkowe kości lub w inny sposób potwierdzić „odpowiedniość”, „autentyczność” tej osoby. W kulturach o bardziej totemistycznym zabarwieniu, wtedy właśnie odchodzący szaman przekazuje młodemu adeptowi swój totem; przekazane zostaje mu wsparcie określonego ducha-zwierzęcia. Niektórzy nie przeżywają tej próby; ci, którzy przeżyją, zostają szamanami.

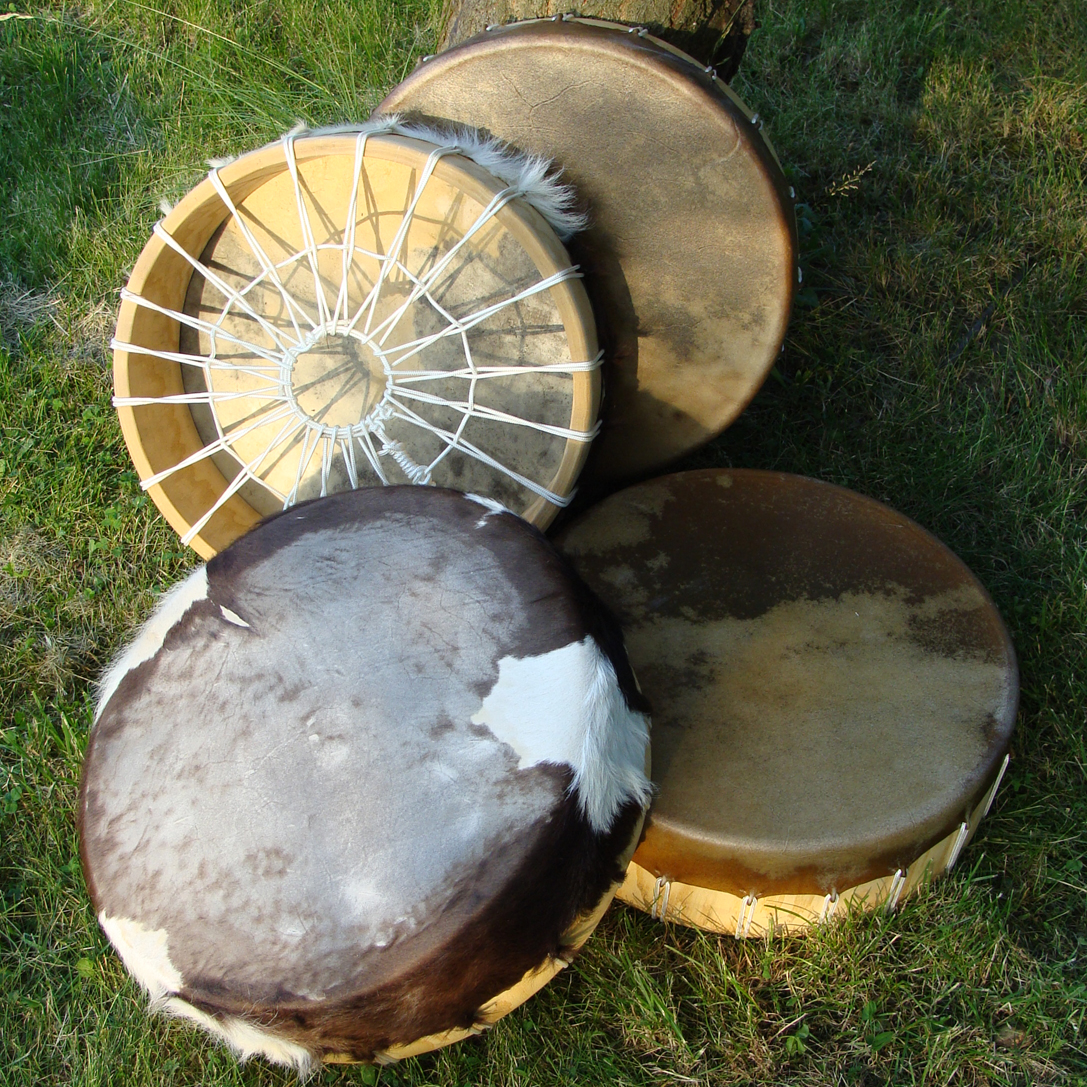
Współcześnie wykonane bębny szamańskie, 2010

W czasie pierwszego okresu szaman uczy się swoich powinności; w kulturach, w których pierwsze znaczenie ma bęben, wtedy właśnie jest odpowiedni czas na jego skonstruowanie. Ponieważ to właśnie dźwięki wydawane przez bęben sprowadzają duchy, naciąg musi zostać nierzadko wykonany ze skóry określonego – totemicznego – zwierzęcia. Szaman zaczyna odbywać swoje pierwsze wyprawy w zaświaty, podczas których nawiązuje kontakt ze swoim duchem przewodnim (ang. guiding spirit) – jest on tym przedstawicielem zaświatów, który będzie wspierał i kierował duszę ludzką w czasie podróży. W niektórych kulturach te pierwsze spotkania determinują charakter szamana, który może trafić pod opiekę dobrego lub złego ducha; w swoich wędrówkach będzie więc on odpowiednio wznosił się do świata jasności lub opadał w ciemność. W innych tradycjach nie akcentuje się tak bardzo charakteru danego szamana i jest on zdolny do wszechstronnych podróży.
W każdej społeczności istnieje określony zestaw atrybutów, którymi tradycyjnie charakteryzuje się szaman. Uwzględnia to przede wszystkim strój; np. tylko szamanowi wolno nosić określone kości zwierząt albo określoną ich ilość. Jak wspomniano powyżej, szaman jest też blisko związany ze swoim bębnem; czasem tylko on może przygotowywać halucynogenny wywar, jest więc posiadaczem odpowiednich narzędzi i naczyń lub samych roślin.

## Współczesność
Wciąż istnieją kultury oparte rdzennie na szamanizmie, głównie w Ameryce Południowej oraz Azji Północnej, ich liczba jednak dramatycznie spada z powodu postępującego pochodu współczesnej cywilizacji. Na fali odrodzenia dawnych wierzeń (neopogaństwo, neodruidyzm itp.), zwiększa się również zainteresowanie szamanizmem; spotyka się także określenie „neoszamanizm”. Osoby propagujące powrót do szamanizmu upowszechniają wiedzę o tym jednym z najstarszych przejawów ludzkiej religijności; organizowane są warsztaty, a nawet „kursy szamanizmu”. Obecnie najbardziej znanym propagatorem szamanizmu jest amerykański antropolog Michael Harner.